# Daguamasca
A daguamasca, dawamesc ou dawamesk (em árabe: دواء المسك‎, translit. dawā' ul-misk, "cura de almíscar") é um comestível de maconha à base de haxixe originário do norte da África. Seu consumo pelo Clube dos Haxixins no século XIX não apenas engendrou o primeiro estudo médico sistemático sobre os efeitos de uma droga no sistema nervoso central, como também foi instrumental para a difusão global do uso de maconha.

## História

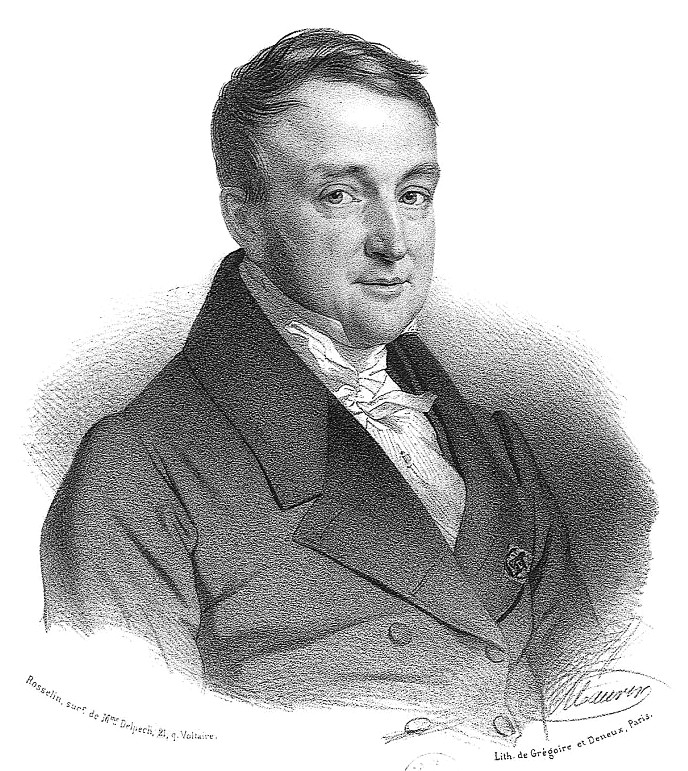
Jacques-Joseph Moreau, líder do fr

A daguamasca foi descrita pela primeira vez pelo médico italiano Prospero Alpini em 1591, como uma mistura de maconha vaporizada com castanhas utilizada na medicina tradicional do Egito Otomano.
O uso do preparado foi exportado para a Europa a partir da Argélia francesa, ganhando popularidade em Paris na década de 1840 através do Clube dos Haxixins, um grupo de intelectuais liderado pelo médico Jacques-Joseph Moreau que incluía Alexandre Dumas, Victor Hugo, Charles Baudelaire, Honoré de Balzac, Eugène Delacroix e Gérard de Nerval, e que se reunia para provar os efeitos da maconha através da daguamasca, trazida da Argélia pelo próprio Moreau. Em virtude desta experiência, a primeira em que um médico catalogou sistematicamente os efeitos de uma droga no sistema nervoso central, a daguamasca teve um papel essencial na popularização do uso de maconha na Europa, especialmente em sua dimensão recreativa, sendo portanto também crucial na difusão mundial das plantas do gênero Cannabis. Até então, seu uso global era medicinal e religioso.

## Composição
A receita trazida por Moreau da Argélia consistia em moer o topo das flores de maconha (processo utilizado para a confecção de haxixe) com açúcar, suco de laranja, canela, cravo, cardamomo, noz-moscada, almíscar, pistache e pinhão. Uma confecção mais simples poderia consistir em um cozimento de haxixe com manteiga e um pouco de ópio, com a consistência de uma geleia, e que poderia ser diluída no café a fim de tornar seu gosto mais palatável.